# 10G-EPON
10G-EPON (10 Gigabit Ethernet PON) — технологія пасивних оптичних мереж доступу (PON), що є розвитком GEPON і повністю зворотно сумісна з ним.
Цю технологію було стандартизовано 11 вересня 2009 року документом IEEE 802.3av-2009
.
Доповнення до 10G-EPON регламентовано стандартом IEEE 802.3bk-2013, який було затверджено 23 серпня 2013 року.
Як і в інших технологіях пасивних оптичних мереж, в 10G-EPON:
- використовується деревоподібна топологія (Point To Multipoint, P2MP) волоконно-кабельної системи з пасивним оптичним розгалуженням на сплітерах;
- робота системи здійснюється по одному волокну за принципом WDM.

Технологія 10G-EPON дає можливість застосовувати одну головну станцію (Optical Line Terminal, OLT) на 64 абонентські пристрої (Optical Network Unit, ONU) в радіусі до 20 км.
Стандарт підтримує два типи конфігурації: симетричну (10/10G-EPON) й асиметричну (10/1G-EPON). У асиметричній конфігурації низхідний потік даних (від головної станції до абонентів) транслюється зі швидкістю 10 Гбіт/с, а висхідні потоки (від усіх абонентів до головної станції) подаються із загальною швидкістю 1 Гбіт/с. У симетричній конфігурації як низхідний, так і висхідний потоки мають швидкість 10 Гбіт/с.

## Співіснування з GEPON
Стандарт IEEE 802.3av багато уваги приділяє можливості безперешкодної одночасної роботи систем EPON зі швидкістю 1 Гбіт/с і 10 Гбіт/с в межах єдиної оптичної розподільчої мережі.
У низхідному напрямі для транслювання 1 Гбіт/с і 10 Гбіт/с застосовуються хвилі різної довжини: передавання 1 Гбіт/с обмежено діапазоном 1480–1500 нм, а передавання 10 Гбіт/с обмежено діапазоном 1575–1580 нм.
У висхідному напрямі діапазони хвиль для 1 Гбіт/с і 10 Гбіт/с частково перетинаються: передавання 1 Гбіт/с йде в діапазоні 1260–1360 нм, а передавання 10 Гбіт/с – в діапазоні 1260–1280 нм.
Це вимагає відокремлення за часом передавання каналів 1 Гбіт/с і 10 Гбіт/с від різних ONU, для чого використовується метод dual-rate TDMA.

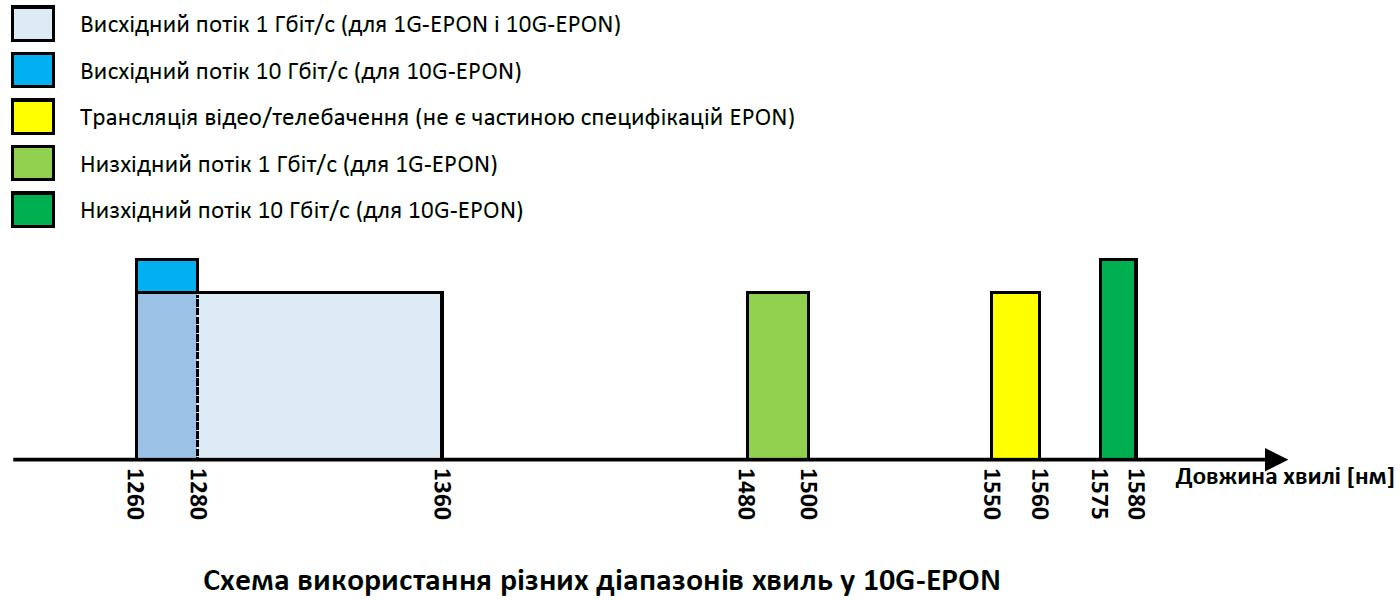
Схема використання різних діапазонів хвиль у 10G-EPON

Абонентські пристрої (ONU) можуть мати різні реалізації: вони можуть підтримувати лише швидкість 1 Гбіт/с в обох напрямах, швидкість 10 Гбіт/с у низхідному напрямі та швидкість 1 Гбіт/с у висхідному, чи швидкість 10 Гбіт/с в обох напрямах.
Сумісність різних реалізацій абонентських пристроїв (ONU) з різними конфігураціями головної станції (OLT) демонструє така таблиця:
| Імплементація OLT                                                    | Типи ONU, що підтримуються                             |
| -------------------------------------------------------------------- | ------------------------------------------------------ |
| Низхідний потік: два діапазони хвиль Висхідний потік: одна швидкість | (1) 1G-EPON ONU (2) 10/1G-EPON ONU                     |
| Низхідний потік: один діапазон хвиль Висхідний потік: дві швидкості  | (1) 10/10G-EPON ONU (2) 10/1G-EPON ONU                 |
| Низхідний потік: два діапазони хвиль Висхідний потік: дві швидкості  | (1) 1G-EPON ONU (2) 10/1G-EPON ONU (3) 10/10G-EPON ONU |